# Frauenwald
Frauenwald è una frazione della città tedesca di Ilmenau.

## Geografia fisica
Nel territorio di Frauenwald vi sono le sorgenti del fiume Schleuse, originantisi dalle falde del Großer Dreiherrnstein.

## Storia
Il 1º gennaio 2019 il comune di Frauenwald venne soppresso e aggregato alla città di Ilmenau.

## Amministrazione
Frauenwald è amministrata da un consiglio di frazione (Ortsteilrat) e da un sindaco di frazione (Ortsteilbürgermeister).